# 涙のリクエスト
「涙のリクエスト」（なみだのリクエスト）は、1984年1月21日にリリースされたチェッカーズの2枚目のシングル。発売元はキャニオン・レコード。

## 概要
チェッカーズ初のヒット曲。売上枚数は67.2万枚。デビュー曲の「ギザギザハートの子守唄」より前にレコーディングされた。同曲の大ヒットにより、「ギザギザハートの子守唄」「哀しくてジェラシー」と共に3曲同時にベスト10入りを達成するなど、当時のチェッカーズは社会現象化する。しかしメンバーは、スケジュールに追われプライベートな時間の確保が出来なくなり、レコーディング時間の不足、アイドル的な扱い、アマチュア時代とのギャップといった苦悩が続くこととなった。
本作を作詞した作詞家の売野雅勇は、「映画『アメリカン・グラフィティ』を見て作った」と語っている。
1stアルバム『絶対チェッカーズ!!』収録バージョンは、アルバムのレコーディングの際に一発録音されたもので、シングルバージョンとはドラムなどのアレンジのほかに、間奏とエンディングが長くアレンジされ、サビが1回多く繰り返されたりと大きく異なっている。他にPVバージョンも存在する。
テレビ東京の情報番組「おはようスタジオ」では、1984年1月9日にいち早く「涙のリクエスト」が取り上げられた。

## 収録曲
1. 涙のリクエスト
作詞: 売野雅勇／作曲・編曲: 芹澤廣明
  - デビュー曲となる予定だった「恋のレッツダンス」のB面に収録される予定だった曲。売野が芹澤に詞を渡した時点ではタイトルは「リクエスト」だった[3]。
  - 1987年の「GO WINTER TOUR」ではアカペラで、1992年の「LAST TOUR FINAL」ではアコースティック風に歌われている。
2. あの娘とマッシュポテト
作詞: 藤井郁弥／作曲: 大土井裕二／編曲: 芹澤廣明
  - 映画『CHECKERS in TAN TANたぬき』挿入歌。
  - アマチュア時代からの曲で、デビュー初期のステージでは、エプロン姿の鶴久を郁弥と高杢が取り合うという寸劇が行われていた。

## エピソード・その他
「ザ・トップテン」でこの曲が1位にランクインした際、ボーカルの藤井郁弥が大嫌いな食べ物である椎茸を食べさせられ、冒頭部分の歌詞を「最後の〜椎茸〜」と変えて歌った。これは、同番組初登場の際、各メンバーの今後の抱負を挙げさせられ、郁弥は「1位になったら椎茸を食べる」としていたため。
1986年4月14日、月曜ドラマランドでこの曲をモチーフにした『チェッカーズin涙のリクエスト』が放送されチェッカーズも出演している。前述の映画「アメリカン・グラフィティ」を意識した作品で数多くのオールディーズが使われていた。
1984年に漫画雑誌「週刊ヤングマガジン」が漫画家が歌謡曲をリスペクトして漫画化する『歌謡マンガ』シリーズを企画。漫画家の楠みちはるによって、同曲のタイトルで読み切り漫画が発表された（1985年 No.7に掲載。『歌謡漫画大全集 1』に収録され1988年11月17日にリリースされた）。その後、同作品は1986年から連載された漫画「シャコタン☆ブギ」の第1話の原型となり、10年に及ぶ長期連載となった。
1996年には東武百貨店がCMソングに使用し、出演者が歌唱した。
1997年9月27日から2000年12月31日まで、西鉄大牟田線の特急列車で西鉄久留米駅到着時の車内チャイムとして使用されていた。
2004年のドラマ、『プライド』にて木村拓哉演じる里中ハルが、失恋リサイタルと称した宴で歌うシーンがある。
連続テレビ小説『ふたりっ子』（1996年）と『あまちゃん』（2013年）において使用されているシーンがある（異なる作品で同じ楽曲が使用されるのは異例）。
2010年10月27日に福岡県のガールズユニット「CQC's（シーキューシーズ）」がカバー、シングルを発売した。
2016年9月28日発売されたカントリー・ガールズの4枚目のシングル『どーだっていいの/涙のリクエスト』の2曲目にカバーバージョンが収録されている。